# Sassandrioides gracilis
Sassandrioides gracilis is een keversoort uit de familie van de boktorren (Cerambycidae). De wetenschappelijke naam van de soort werd voor het eerst geldig gepubliceerd in 2003 door Karl Adlbauer.